# نولان مبيمبا
نولان مبيمبا (بالفرنسية: Nolan Mbemba)‏ (19 فبراير 1995 بأميان في فرنسا - ) هو لاعب كرة قدم فرنسي في مركز الوسط. لعب مع موسكرون بيروفيلز ونادي ليل.

## روابط خارجية
- نولان مبيمبا على موقع رابطة كرة القدم الفرنسية للمحترفين (الإنجليزية)
- نولان مبيمبا على موقع قاعدة بيانات كرة القدم.إي يو (الإنجليزية)
- نولان مبيمبا على موقع ليكيب (الفرنسية)
- نولان مبيمبا على موقع Soccerway.com (الإنجليزية)
- نولان مبيمبا على موقع AS.com (الإسبانية)